# Dominique Loiseau (horloger)
Pour les articles homonymes, voir Loiseau et Dominique Loiseau.
Dominique Loiseau, né le 16 février 1949 à Boulogne-Billancourt et mort le 11 septembre 2013 , est un horloger franco-suisse.

## Biographie
Adolescent, Dominique Loiseau ignore le désir de son père de le voir perpétuer la tradition horlogère de la famille. Bachelier à 15 ans, il entreprend des études sur l'art, la littérature et l'histoire. Il est diplômé es philosophie à l'université de Nanterre. La période de 1968 bouleverse sa vie et l'amène a s'interroger sur son avenir et l'amour qu'avait son père pour le travail manuel…
Dans la promotion de 1968 à 1971, il intègre l'École d'horlogerie d'Anet à Dreux puis le Technicum de La Chaux-de-Fonds en Suisse. Il est ensuite nommé responsable des restaurations au musée international d'horlogerie à la Chaux-de-Fonds pendant trois ans puis s'engage au sein de son atelier personnel dans la restauration de plusieurs chefs-d'œuvre horlogers dont l'automate La musicienne de Pierre Jaquet-Droz en 1978.

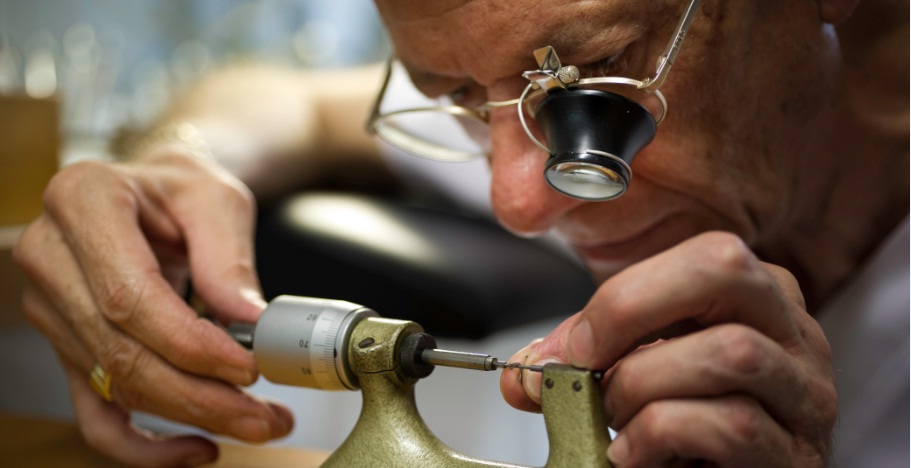
Dominique Loiseau dans ses œuvres en 2012.

Dominique Loiseau fait partie des Meilleurs Ouvriers de France en 1979 pour la réalisation de la Rose des Temps, la pendule de table la plus compliquée au monde, avec 600 pièces.
Dominique Loiseau est actif dans le secteur de la Haute Horlogerie à partir des années 1970 et se tourne vers la réalisation de créations horlogères. Œuvrant notamment en coulisses de plusieurs manufactures de Haute Horlogerie, il donne naissance à plusieurs créations : la montre à grande sonnerie Renaissance, le Tourbillon ou Capriccio, la pendule Rose des temps, les 6 montres des sables, l'automate Alpha-Omega ou la Blancpain 1735.
En 2011, il présente la 1f4,, une des montres bracelet automatiques les plus compliquées avec 8 brevets.
En 2012, Dominique Loiseau annonce sa collaboration avec la Manufacture de Haute Horlogerie Suisse Girard-Perregaux,,,.

## Publication
- Roland Carrera, Dominique Loiseau, Olivier Roux et Catherine Cardinal (photogr. Willy Abplanalp et Jean Jacques Luder, livret et disque 45T), Androïdes : les automates de Jaquet-Droz, Lausanne, Scriptar / Franco Maria Ricci (réimpr. 1983) (1re éd. 1979), 93 p., 25 cm (ISBN 2-88012-018-7, OCLC 405543457, BNF 38086905, SUDOC 14941482X).